# Chacuti

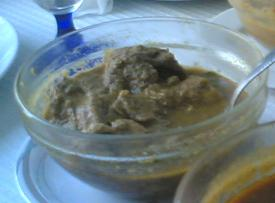
Chacuti de frango.

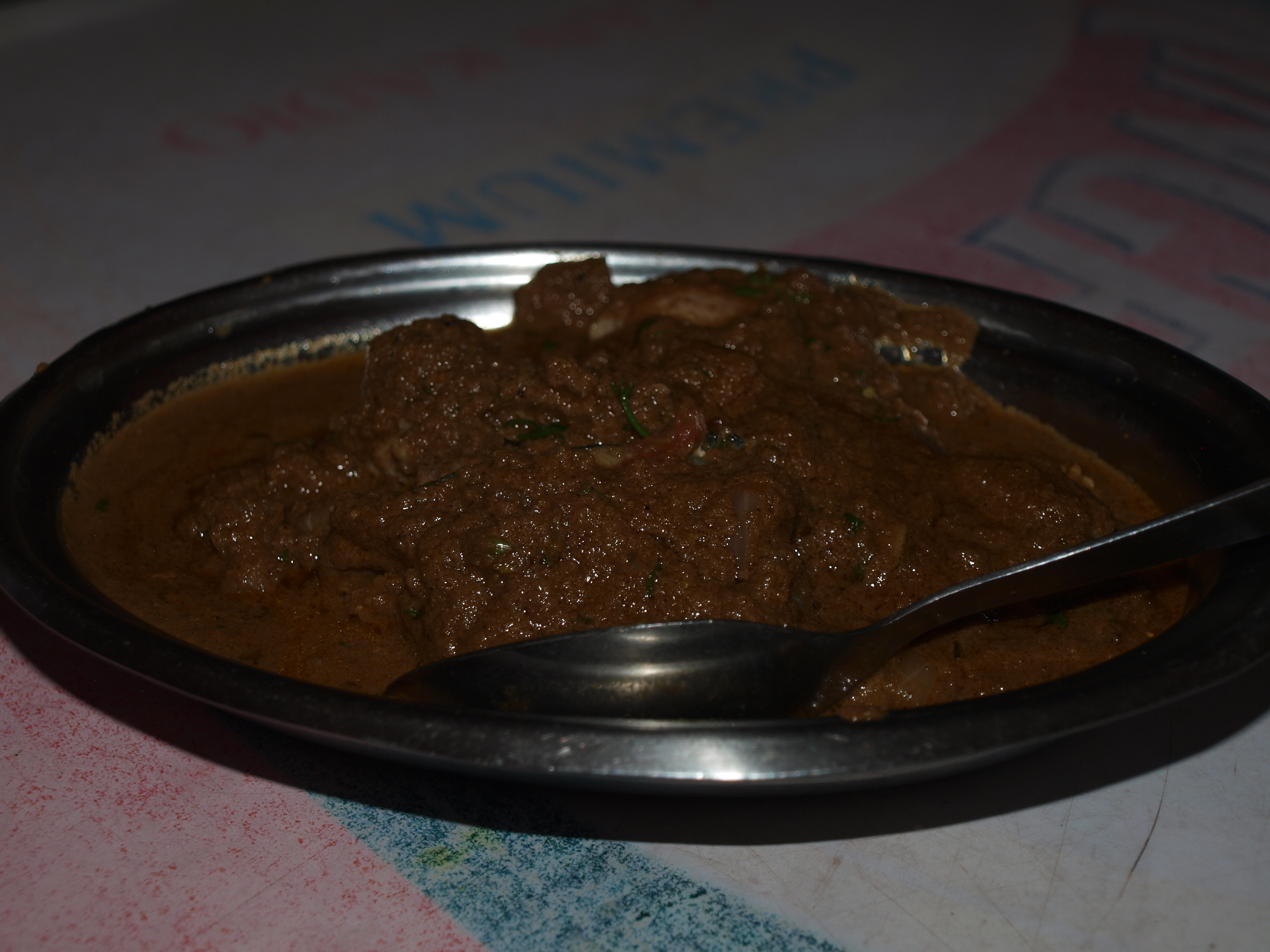
Chacuti de peixe.

O chacuti é um prato da culinária indo-portuguesa de Goa, Damão e Diu, outrora pertencentes ao Estado Português da Índia. É frequentemente confeccionado com carne de frango, de cabrito ou de bovino, podendo também ser preparado com peixe. Por vezes, é também designado por xacuti.
Inclui uma grande variedade de ingredientes, tais como coco, açafrão, cominhos, cravinho, gengibre, pimentão, canela, miolo de amêndoa, alho, pimenta preta , malaguetas, coentros, mostarda em grão, caldo de carne, vinagre e sal.
A carne é cortada em pedaços e frita num refogado, com a mostarda. O molho é preparado à parte, com o caldo de carne, a amêndoa e o coco passados pela varinha mágica. No fim, este molho e os restantes ingredientes juntam-se à carne.
O resultado é um prato com um molho espesso, de cor acastanhada escura, pouco picante.
É normalmente servido com arroz branco.